# Tadesse Abraham
Tadesse Abraham (* 12. srpna 1982 Asmara, Eritrea) je švýcarský atlet, běžec, který se věnuje dlouhým tratím, mistr Evropy v půlmaratonu z roku 2016.

## Kariéra
Pochází z Eritreje. Nejúspěšnější sezónou se pro něj stal rok 2016. V březnu vytvořil v Soulu s časem 2:06:40 švýcarský rekord v maratonu. V červenci při premiéře půlmaratonu se na Mistrovství Evropy v Amsterdamu stal mistrem Evropy v této disciplíně.